# Хронология раннего палеолита
Хронология раннего палеолита содержит сведения о важнейших находках останков представителей рода Homo и археологических артефактах, а также о геологических эпохах, важных для их датировки, за период 3 млн — 300 тыс. лет назад.
Для данного периода датировки носят приблизительный характер (обычно с точностью до нескольких десятков тысяч лет), а в ряде случаев разброс мнений исследователей составляет сотни тысяч лет.
Указание «лет назад» в таблице опускается
Крупным шрифтом отмечены важнейшие геологические и палеоклиматические сведения.
Данные, отвергаемые большинством авторов, но получившие определённое распространение в литературе, помечены курсивом.

## Зарождение гоминидов в Африке
- Около 3 млн — начало позднего плиоцена. Тёплый климат.[2]
- Около 2,8 млн — Аридизация (иссушение) африканского климата, достигающая максимума к 2,6—2,52 млн.[3]
- 2,8 млн — Увеличение оледенения в Арктике, Северной Азии и Америке.[4]
- 2,6 млн — Завершение неогена и плиоцена. Начало четвертичного периода и плейстоцена.[5]
- 2,6 млн — Инверсия палеомагнитных эпох Гаусс и Матуяма.[6]
- Около 2,6—2,5 млн — Стоянка Вест-Гона в долине реки Омо (Южная Эфиопия, к северу от озера Туркана), слой Шунгура[англ.] C, каменные орудия (около 3000) индустрии Олдувай I (Mode 1, или олдувайская культура).[7]
- Около 2,5 млн — Остатки Australopithecus garhi из Бури[англ.] (долина Аваш, Эфиопия), возможно, использовавшего каменные орудия.[8]
- Около (2,6) 2,5(—2,3) млн — Появление Homo habilis.[9]
- Около 2,4 млн — Височная кость из Баринго (Кения), KNM-BC 1, возможно, Homo rudolfensis.[10]

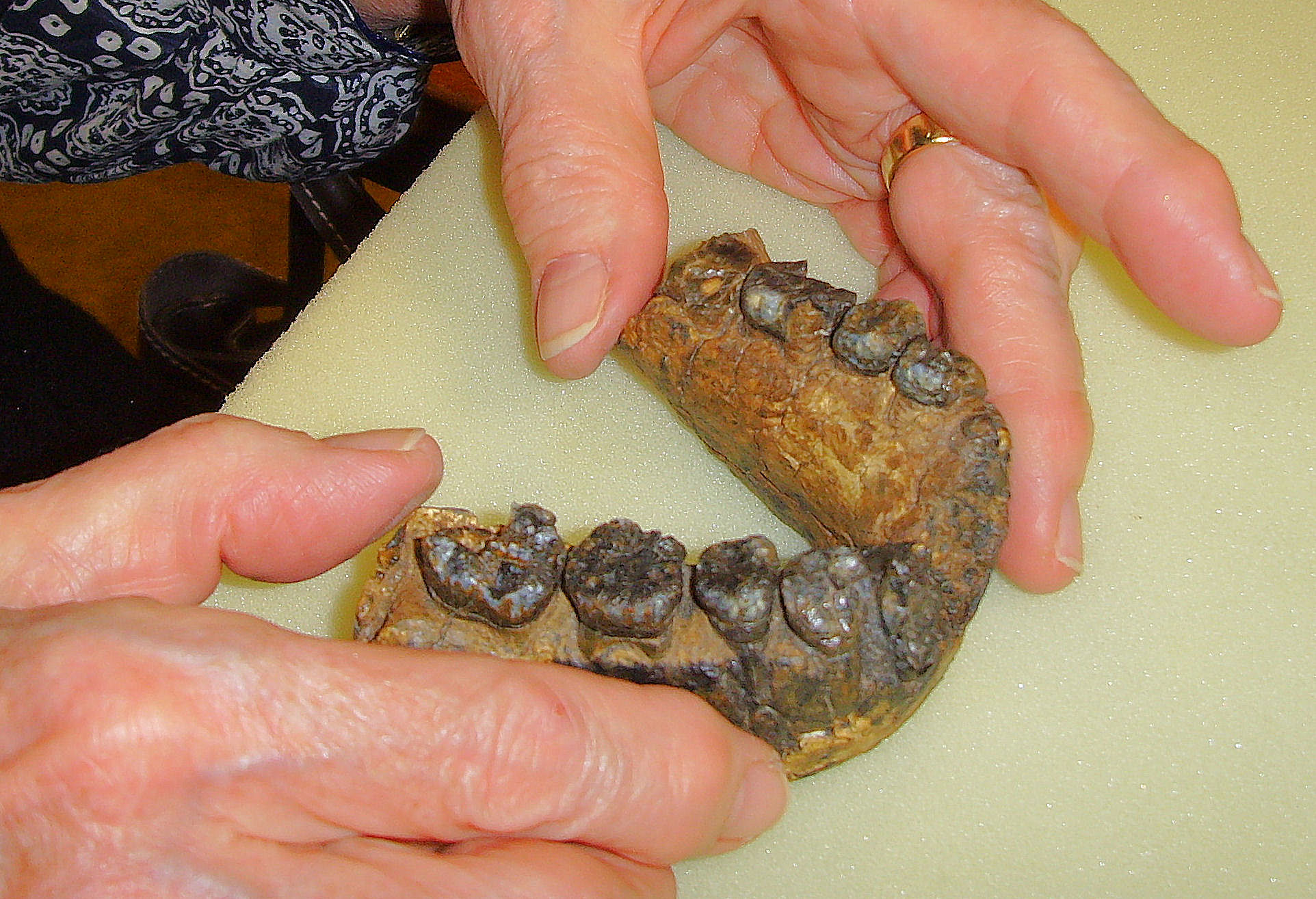
Челюсть из Ураха

- Около 2,4 млн — Челюсть UR 501 из Ураха (Малави), Homo rudolfensis.[11]
- 2,4 млн (?) — Каменные орудия индустрии Олдувай I в Йироне (Израиль).[12]
- 2,4 млн — Каменные орудия (около 3000) из Локалалей 2C (к западу от оз. Туркана).[13]
- 2,4 млн — Зуб KNM-WT 42718 индивида рода Homo, найденный к западу от оз. Туркана.[14]
- 2,33 млн — Челюсть A.L. 666-1 из Хадара (Северо-Восточная Эфиопия), возможно принадлежавшая Homo habilis, найдена рядом с каменными орудиями индустрии Олдувай I.[15]
- (??) Около 2,5—2,3 млн — «Каменное орудие» из Сан-Валье (Франция)[16]. Антропогенное происхождение отрицается, как и применительно к ряду других находок в Европе[17].
- 2,2 млн — Каменные орудия из Канжера (англ. Kanjera, Кения).[18]
- 2,2—2,14 млн — Палеомагнитный экскурс Реюньон.[19]
- Около 2,1 млн — Находки орудий в слое Шунгура F.[20]
- Около 2,4—2 млн — Каменные орудия индустрии Олдувай I у реки Семлики (ДР Конго).[21]

## Начало «исхода из Африки»
- (?) Более 2 млн — Находки каменных орудий в Жэньцзыдуне, англ. Renzidong (Аньхой), достоверность оспаривается.[22]
- Около 2 млн — Оледенение захватывает гору Килиманджаро.[23].
- 2,1-2 млн — Фрагмент плюсневой кости верблюда вида Paracamelus alutensis со следами рубки и пиления-резания каменным орудием из местонахождения Ливенцовка в Ростове-на-Дону[24]
- 2,1-1,8 млн — Стоянка Кермек на Таманском полуострове[25]
- 2-1,9 млн — Кооби-Фора, формация Верхнее Бурги.[26]
- 1,95-1,8 млн — Палеомагнитный этап Олдувай.[27]
- 2-1,9 млн (?) — обработанные предметы из разрезов Риват и Бори (Пэбби-Хиллс) в Северо-Западном Пакистане.[28]
- 2-1,9 млн (?) — Остатки KNM-ER 3228 и KNM-ER 1481, вероятно хабилисы.[29]
- 1.9 млн — Находки орудий в Олдувайском ущелье. Пласт I и нижняя часть пласта II связана с хабилисами[30]
- 1,9 млн — Находки орудий в Кромдраай B (ЮАР).[31]
- Около 1,9 млн — Череп Homo habilis из Кооби-Фора (на восток от озера Туркана) — KNM ER 1813.[32]
- 1,9 млн (?) — Фрагмент черепа Homo erectus (KNM-ER 2598), возможно самый ранний.[33]
- 1,9млн — гоминид 1470 (KNM ER 1470) из Кооби-Фора (Homo rudolfensis)[34].
- 1,9млн — Туф KBS[35] формации Кооби-Фора в окрестностях оз. Туркана (Рудольф)[36].
- 1,8 млн — Фрагменты индивида OH 65 (Олдувай), близок Homo rudolfensis.[37]
- 1,9 млн — Фрагмент черепа (L894-1) из верхних слоев Шунгура: рассматривается как промежуточный между эректусом и хабилисом.[38]
- 1,83 млн (?) — Находки в Малайзии, штат Перак.[39]
- 1,81 млн — Находка ребёнка Homo erectus из Моджокерто. Датировки оспариваются, есть мнение о 1,2-1 млн[40]
- 1,81 млн — Максимум аридизации (засушливости) по данным из бассейна озера Туркана.[41]

## От хабилисов к эректусам и от олдувая к ашелю
- 1,800-0,8 млн — Ранний плейстоцен[42] или эоплейстоцен[43].
- 2 млн — Вероятное появление homo erectus[44].
- 2 млн — Череп Homo habilis из Олдувая — OH 24[англ.], или Twiggy.[45]
- 1,8 млн — Находки гоминин в Южной Африке: Сварткранс (SK 847) и Стеркфонтейн (Stw53). Возможно, промежуточные формы между Homo habilis и Homo ergaster[46].
  - 1,8 млн — Stw53 в 2010 году классифицирован как Homo gautengensis.[47]
  - 1,8 млн — Индивид из Сварткранса (SK 847) был классифицирован как телантроп, затем как Homo habilis, затем как Homo erectus[48].
- 1,8 млн — Находки орудий Mode 1 в Северо-Западной Африке: Айн-Ханеш[фр.] в Алжире и Эль-Херба.[49]
- 1,8 млн — Стоянка Эрк эль-Ахмар (Палестина)[50].
- 1,8 млн — Находки в Дманиси: индивиды (челюсть D211, черепа D2280, D2282 и D2700), близкие к Homo erectus (Homo georgicus) и олдувайская индустрия Mode 1.[51]
- 1,78 млн — Останки Homo erectus из Кооби-Фора — KNM ER 3733.[52]
- 1,75 млн — Homo habilis, или презинджантроп (см. OH 7[англ.] — челюсть, найденная супругами Лики).[53]
- 1,74 млн — Фрагменты Homo habilis из Кооби-Фора — KNM ER 1805.
- 1,7-1,24 млн — Следы кострища на стоянке Айникаб 1 в Дагестане[54]
- 1,66 млн — Находки в Сангиране (Ява)[55].
- 1,66 млн — Находки в Гуди (Maцзюаньагоу III, англ. Majuanagou III)[56].
- 1,65-1,2 млн — Слой Олдувай II (развитый Олдувай A-B)[57].
- (??) 1,65 млн — Фрагмент черепа VM-0[исп.] из Вента-Мисена (Испания). Спорна принадлежность: представителю рода Homo или рода эквидов (лошади)[58].
- Около 1,6 млн — Переход к ашельской индустрии (Олдувай II) [59]
- Около 1,7-1,6 млн — Орудия Mode 2 (развитый олдувай) из Кокиселей (к западу от Туркана).[60]
- 1,6 млн — Самая поздняя из находок Homo rudolfensis в Кооби-Фора.[61]
- Около 1,6 млн (?) — Находки из Кооби-Фора, деформированный скелет Homo erectus KNM-ER 1808[62].
- Около 1,6 млн — Древнейший почти полный скелет Homo erectus из Нариокотомэ — Турканский мальчик (KNM WT-15000)[63].
- 1,6 млн — Индустрия карари (Африка), возможные следы использования огня.[64]
- Около 1,6 млн — Находки орудий в Уттарбаини (Джамму, Индия).[65]
- Около 1,6 млн (?) — Находки орудий в Синей Балке (Таманский полуостров).[66]
- 1,6—1,2 млн — Стоянка Родники 1 на Таманском полуострове[67]
- Около 1,55 млн — Находки в Мацзюаньагоу (англ. Majuanagou).[68]
- Около 1,53 млн — Самая ранняя из находок Homo erectus в Олдувае — OH 9 (олдувайский гоминид 9).[69]
- Более 1,5 млн — Индивид KNM-ER 3883 из Иллерет[англ.] (к северу от Туркана, Кения).[70]. Относят к Homo ergaster[71].
- Около 2-1,5 млн — Находки обработанной кости в Дримолен (ЮАР).[72]
- Около 1,7-1,5 млн — Ашельские (Mode 2) орудия из Пенинджа (близ озера Натрон, Танзания, формация Хумбу), там же найдены фитолиты.[73]
- 1,5 млн — Находки в долинах рек Дагадл и Чехейти (англ. Chekheyti) у Барогали (Джибути), останки Homo erectus и ашельские и олдувайские орудия.[74]
- 1,5 млн — Нижний резец Homo ergaster в долине р. Иордан.[75]
- 1,5 млн — Челюсть Homo ergaster из Кооби-Фора — KNM ER 992.[76]
- (??) 1,5 млн — Материалы из Испании, Франции и Италии (предполагаемая «индустрия отщепов»)[77].
- Около 1,7-1,4 млн — Ашельские орудия из Стеркфонтейна.[78]
- Около 1,7-1,4 млн — Находки в Мелка-Кунтуре (Эфиопия): Гомборе I.[79]
- 1,5—1,2 млн — Пиковидное орудие из окварцованного доломита в черепе кавказского эласмотерия на стоянке Богатыри/Синяя балка[80].

## Ранний плейстоцен
- 1,4 млн — Челюсть Homo habilis из Кооби-Фора — самая поздняя находка данного вида.[81]
- 1,4 млн — Стоянка Чесованья (англ. Chesowanja). Вероятно, первые следы использования огня[82]. См. Освоение огня древними людьми
- 1,4 млн — Останки Homo erectus и орудий-бифасов (ашель) в Консо-Гардула (долина Аваш, Эфиопия).[83]
- 1.4 млн — Стоянка Убейдия (у Галилейского озера), фрагменты черепа.[84]
- 1,4-1,2 млн — Артефакты из Северного Пакистана.[85]
- 1,36 млн — Местонахождение Сяочанлян[англ.] (бассейн Нихэвань, англ. Nihewan, Хэбэй). Древнейшее определённо датированное в Китае[86]. То же время: Дачанлян, англ. Dachangliang.
- 1,32 млн — Находки в Баньшань, англ. Banshan (Китай)[87].
- (??) 1,3 млн — Артефакты в Орке (юго-восточная Испания).[88]
- 1,27 млн (?) — Стоянка Сихоуду (англ. Xihoudu) в Шаньси, следы огня (материалы оспариваются)[89].
- 1,211-1,201 млн — Палеомагнитный экскурс «горы Кобб».[90]
- Между 1,2 и 0,9 млн — Проникновение человека в Европу.[91]
- 1,2 млн — Находки в пещере Сима дель Элефанте (горы Атапуэрка, Испания) — вид Homo antecessor.[92]
- 1,2 млн — Ашельские артефакты из Исампура (Карнатака).[93]
- Около 1,15 млн (?) — Фрагменты из Ланьтяня (Homo erectus lantianensis), Шэньси[94].
- 1,1 млн — Появление индустрии комбева (первые находки в долине Аваш, Кения).[95]
- 1,1 млн — Индустрия Цэнцзявань, англ. Cengjiawan или англ. Cenjiawan (бассейн Нихэвань, Китай)[96].
- 1070-990 тыс.[97] (ранее датировался 950—890 тыс.[98]) — Палеомагнитный этап харамильо[англ.].
- Около 1070—990 — Пещера Ля Валлоне[англ.], в 1980-х годах считалась древнейшей датированной (по палеомагнитным данным) стоянкой Европы.[99]
- Около 1070—990 — Стоянка Солейяк (фр. Soleilhac) в Центральной Франции[100].
- 1,04 млн — Череп Homo erectus BOU-VP-2 из Даки (формация Бури, Эфиопия)[101].
- 1,01 млн — Местонахождение Дунгуто (Китай)[102].
- Около 1 млн — Пещера Цзяньши, англ. Jian Shi, или Гаопин, англ. Gao Ping (Хубэй), находки зубов, вероятно Homo erectus.[103]
- 1,0 млн — Поздние находки в Сварткрансе.[104]
- 982-900 — Этапы MIS 23-27.[105]
- Около 970—900 — Стойбища в Олоргезайли[англ.] (Кения), находка черепа H. ergaster KNM-OL 45500. Среднеашельская индустрия[106].
- Около 0,9 млн — Череп UA 31 из Буйя (Эритрея), формация Данакиль.[107]
- 900—600 — Индустрия хоупфонтейн (англ. Hope Fountain) в Африке, находки в Хоуп-Фонтейн (близ Булавайо, Зимбабве), пласт III Олдувая и Олоргезайли. Напоминает позднейшие тейяк и клэктон.[108]
- Около 900 тыс. (между 942 и 892) — Резкое изменение длины цикла оледенений (от 41 тыс. до в среднем 100 тыс. лет — между 87 и 119 тыс.).[109]
- 900-800 тыс. — Период гюнцского оледенения (традиционная дата).[110]. Соответствует менапию, бистону и морозовскому, а также петропавловскому.
- 900-866 — Стадия MIS 22.
- Около 900 — Вероятные артефакты в Монте-Пелья (итал. Monte Peglia, близ Орвьето, Центральная Италия).[111]
- Около 890—750 — Местонахождение Пржезлетице (Чехия)[112].
- 866-814 — Стадия MIS 21.
- Около 850 — древнейший слой памятника Королево VIII (Закарпатье)[113].
- Около 850 — древнейшая стоянка в Средней Азии Кульдара.[114].
- Около 830 — слои с тринильской фауной в Сангиране, находки питекантропов (№ II—IV, VI—VIII)[115] (Сангиран датируется 830 ± 40 [116]). См. en:Sangiran 2. Возрастные определения слоев джетис и тринил на р. Соло (Ява) колеблются от 1160 до 500.[117] Находки в Триниле (питекантроп I, Тринил-2[англ.]) — первые, сделаны Дюбуа.
- Находки в памятниках Китая (Сихоуду, Шангнабанг, Сиашангшанг, Юаньмоу, Юньчань, Хэбэй) связываются с оледенением Поян (аналог гюнца) или предшествовавшим ему межледниковьем (дунай-гюнц, D-G)[118].
- От гюнца до рисс-вюрма — памятники Северного Китая[119].
- Между 817—126 — Около 20 местонахождений в долине Янцзы (Maozhushan и др.)[120].
- 814-790 — Стадия MIS 20.
- 803 — Орудия из Байсэ (Гуанси-Чжуанский АР, Китай)[121].
- Более 800 (вики) — древнейшие находки в Иране (Кашафруд[англ.]); см. также более поздние: Пещера Дарбанд и Гандж-Пар.
- Не позднее 800 — Homo erectus проник (находки в бассейне Соа) на Флорес, который никогда не был соединен с сушей.[122]
- Около 800 — Находки остатков гоминин в Гран-Долина (Атапуэрка, уровень TD6, Испания), выделяют Homo antecessor.[123]
- Около 800 — Череп из Чепрано (Центральная Италия).[124] См. Homo cepranensis (Человек чепранский).
- 790-761 — Стадия MIS 19. Кромерское межледниковье I.

Неопределённые датировки:
- (?) Бюйюк Мендерес (западная Турция) — череп Homo erectus.[125]
- (датировка неясна) — Орудия, близкие олдувайским, в Вади-Шахар и пещере Ал-Гуза (Йемен).[126]
- 1,5-0,7 млн — Стоянка Гадеб (Эфиопия).[127]
- Ранее 780 тыс. — Гоминиды из Олдувая (OH 12, OH 23, OH 28, OH 34).[128]
- Ранее 780 тыс. — Находки в Киломбе (Кения).[129]
- Ранее 780 тыс. — Находки в пещере Вондерверк (Калахари).[130]
- 1,0-0,7 млн — Находки в Кариандиси (Кения).[131]
- (??) Верхний апшерон (=гюнц, конец плиоцена?) — «доашельские осадки» Азыхской пещеры (слои VII—X)[132].
- Около 1000—500 тыс. — Лампангский человек (Homo erectus) в Таиланде.[133]

## Средний плейстоцен
- 780 — Магнитная инверсия Брюнес—Матуяма.[134]
- 780-120 — Средний плейстоцен.[135]
- Около 780—760 — Местонахождение Гешер Бенот Йа’агов, чёткие следы использования огня[136].
- 761-712 — Стадия MIS 18.
- Около 760 — Странска скала (около Брно, Чехия).[137]
- Около 750 — Пещера Козарника (Болгария).[138]
- Около 730 — Стоянка Бан Дон Мун (Таиланд), финнойская (англ. Fingnoian) индустрия.[139]
- Между 725—650 — Установление относительно стабильной цикличности оледенений.[140].
- 712-676 — Стадия MIS 17. Кромерское межледниковье II.
- Около 800—700 — Череп из Мелка-Кунтуре (Эфиопия), Гомборе II.[141]
- 700 — По советской терминологии, начало раннего плейстоцена.[142]
- 700-650 — Период гюнц-миндель (традиционная дата)[143]. Соответствует кромеру, а в Вост. Европе — михайловскому, платовскому и колкотовскому горизонту[144] (или вильнюсскому[145]).
- Около 700 — ранние слои Чжоукоудянь I.[146]. В пещере останки 32 особей Homo erectus[147]. Близкий инвентарь: Чжоукоудянь XIII, Юншань, Цяньси.[148].
- Около 700 — Останки Homo erectus (первоначально классифицирован как «атлантроп мавританский») из стоянки Тигениф (ранее известна как Тернифин, Алжир).[149]
- Около 700 — Артефакты в Исенья (Кения).[150]
- Около 700 — Артефакты Mode 1 из Пейкфилда (англ. Pakefield) на востоке Англии, формация Кромер.[151]
- Около 700 — Орудия из Бан Мае Тха (Таиланд).[152]
- Около 680—640 (G-M) — нижние слои Убейдии (Палестина) и Сит-Мархо, вероятно, то же время — Шария и Растан.[153]
- 676-621 — Стадия MIS 16. Кромерское оледенение b.
- Между 670—190/166 — Ашельские памятники Индии, древнейшие из Бори (штат Махараштра).[154].
- Ранее 650 — Находки орудий в Нотарчирико (группа Веноза, Южная Италия).[155]
- Гюнц-миндель — Преаббевильские орудия в Европе (древнейшие в Европе комплексы с бифасами).[156]
- Гюнц-миндель — Слой VI Азыхской пещеры.[157]
- 621-563 — Стадия MIS 15. Кромерское межледниковье III.
- Около 620—580 — Подвид Homo erectus — Нанкинский человек
- Около 800—600 — Местонахождение в Карлихе (Германия).[158].
- Около 700—600 — Свидетельства пребывания Homo erectus во Вьетнаме, Лаосе, Таиланде.[159]
- 600-500 — Донское оледенение[160].
- Между 600—350 — Ранний ашель Европы.[161]
- Около 600 — Череп BOD-VP-1/1 из Бодо (Эфиопия), принадлежит Homo heidelbergensis.[162]
- Около 600 — Женская фигурка) из Берехат-Рама (Голанские высоты)[163]. Ср. Венера из Тан-Тана
- Около 581 — Гоминид из Юньсянь, англ. Yunxian (Хубэй), классификация спорна.[164]
- 563-533 — Стадия MIS 14.
- 533-478 — Стадия MIS 13. Кромерское межледниковье IV.
- Около 600—500 — См. Юаньмоуский человек.[165]
- Около 600—500 — Архаичные олдувайские орудия в Давайтоли (Аваш), современные ашельским в других областях.[166]
- Более 500 — Изерния Ла-Пинета (Центральная Италия).[167]
- После 500 — Первые бесспорные следы человека в Европе к северу от Пиренеев и Альп[168].
- Около 500 — Гейдельбергская челюсть[англ.] из Мауэра (найдена в 1907 году,), архаический Homo sapiens[англ.][169].
- Около 500 — Большеберцовая кость гейдельбергского человека из Боксгроува[англ.] (Англия)[170] (по другим мнениям, останки Homo erectus или Homo неясного вида[171]).
- (??) Около 500 — Стоянка Такамори, считалась древнейшей в Японии[172], однако после 2000 года рассматривается как фальсификация Синъити Фудзимуры)[173]; по БРЭ, т.7, для Японии достоверные данные по человеку совр. типа — 30 тыс. См. Японская палеолитическая мистификация[англ.]
- MIS 12 — ледниковый период.
- 550-350 — Период миндель (традиционная датировка)[174]. Соответствует окскому оледенению (?MIS12 = около 400) (или окской фазе белорусского горизонта), а в Сибири — шайтанскому горизонту[175], в Северной Европе эльстеру, в Великобритании англию; а также стадии MIS 12 (по англовики, 478—424 тыс.). Ранее примерно сопоставляли с аббевильской культурой[176].
- Миндель — пресоан в Индии[177].
- Миндель — древнейшие находки в Бирме (раннеаньятские орудия, англ. Anyathian)[178].
- Миндель (предположительно) — ашельские материалы из Герасимовки и Луки-Врублевецкой[179].
- Около 430 — Резкое потепление (переход от MIS 12 к MIS 11).[180]
- 430-402 — MIS 11[англ.] — самое тёплое из межледниковий (интерстадиалов) всего ледникового периода.[181]
- Около 700—400 — Череп из Эландсфонтейна (ЮАР), известный как человек из Салданьи[англ.][182]
- Около 700—400 — Разрез в Пахалгаме (Кашмир), единичные артефакты.[183]
- Около 600—400 — пещера Эскаль (фр. L’Escale, Юго-Восточная Франция). Возможно, ранние следы использования огня.[184]
- Около 600—400 — Древнейшие останки человека в Корее[185].
- 400-350 — Интерстадиал миндель I—II (соответствует потеплению MIS 11 — 420—360 тыс.).
- Около 400 — Останки Homo heidelbergensis из Сале (Марокко)[186] (или Homo erectus[187]).
- Около 400 — Череп из Гавис (Эфиопия), вероятно Homo heidelbergensis.[188]
- Около 400 — Разрезы Дина и Натхвала-Кас (Кашмир) [189].
- Около 400 — Находки в Шонингене (Восточная Германия), деревянные копья.[190]
- Около 400 — Находки в Хоксн (Саффолк, Англия), ашельские орудия (впервые найдены в 1797 году).[191]
- Около 400 — нижнепалеолитические находки в Йаримбургаз (европейская часть Турции).[192]
- Около 400—350 — Находки в Силезии (Тржебница 2g, Руско 33 и 42)[193].
- Около 400—350 — Фрагмент черепа из Рейлингена (около Гейдельберга, Германия). Возможно, предшественник неандертальца.[194]
- 400—360 — Синантропы[195].
- Около 400—250 — Стоянка Сен-Ашёль, по которой впервые был выделен ашель.[196]
- Около 400 или позже — стоянки Торральба и Амброна[нем.] (Испания).[197]. В Амброне найдена плитка охры[198].
- 380—230 — Ашело-ябрудские[англ.] (мугарские[199]) индустрии на Ближнем Востоке[200]. См. стоянку в пещере Кесем.
- 374-337 — Стадия MIS 10.
- 350-200 — Период миндель-рисс (традиционная датировка)[201] (гольштейнское межледниковье или хоксний). В Сибири Тобольский горизонт[175]. В Восточной Европе лихвинское межледниковье (? 400 тыс.). Собственно фаза гольштейна длилась 15-16 тыс. лет[202].
- 350—170 — Средний и верхний ашель в Европе.[203]
- Около 350 — Стоянка Вертешсёлёш, затылочная кость Саму[англ.] (но возможно, архаичного сапиенса).[204]. Артефакты относят к иногда выделяемой индустрии Буда.[205]
- Около 350 — Человек из Атапуэрка SH (исп. Sima de los Huesos, Испания) — Мигелон[206].
- Около 350 — Череп из пещеры Петралона (п-ов Халкида, Греция), архаический H. sap.[207].
- Около 350 — Стоянка Бильцингслебен[англ.] (Тюрингия), остатки архантропа, насечки на слоновой кости.[208]
- Около 350—250 — Местонахождение Терра-Амата (Южная Франция). Нижнеашельская индустрия.[209]
- Около 350 — Следы в Кампании — en:Ciampate del Diavolo.
- 337-300 — Стадия MIS 9.
- Более 300 — Ашельские артефакты в Бир-Кисейба (Египет)[210].
- Около 400—300 — Находки фрагментов гоминид из карьеров Томас (англ. Thomas Quarries, Марокко). Относят к архаичному сапиенсу.[211]

Без точных дат:
- Начальная фаза миндель-рисс — древнейшее в Западной Сибири местонахождение МК-1 (Кемеровская область)[212].
- Миндель-рисс (вероятно) — челюсть из Азыхской пещеры (слой V)[213]. См. Азыхантроп.
- Миндель-рисс — Клектон-он-Си и другие памятники Клэктонской культуры в Англии и Центральной Европе (Таубах, Эрингсдорф).[214]
- Миндель-рисс — в Индии «древний соан»[183].
- (ранее 350—150) — В Индии выделены соанская и мадрасская культуры ашеля (мадрас — собственно «индийский ашель»).[215]
- Начало среднего плейстоцена — культура кэхэ (юго-восток Ордоса)[216].